# Gouvernement Rabemananjara II
IIIe République
Rabemananjara I Rabemananjara III
Le deuxième gouvernement de Charles Rabemananjara est le gouvernement malgache entré en fonction le 28 octobre 2007.
Membres du gouvernement nommés par le décret n°2007-926 du 27 octobre 2007.

## Composition
| Portefeuille | Ministre                                |
| --- | --------------------------------------- |
| Premier ministre, Chef du gouvernement cumulativement avec ses fonctions de Ministre de l'Intérieur et de la Décentralisation | Charles Rabemananjara                   |
| Ministre des Affaires étrangères                                                                                              | Marcel Ranjeva                          |
| Ministre de la Défense nationale                                                                                              | Cécile Manorohanta                      |
| Ministre de la Justice et Garde des Sceaux                                                                                    | Bakolalao Ramanandraibe Ranaivoharivony |
| Ministre de l’Agriculture de l’Elevage et de la Pêche                                                                         | Armand Panja Ramanoelina                |
| Ministre de la Réforme foncière, des Domaines et de l'Aménagement du Territoire                                               | Marius Ratolojanahary                   |
| Ministre de l’Education nationale et de la Recherche scientifique                                                             | Stangéline Ralambomanana                |
| Ministre des Travaux publics et de la Météorologie                                                                            | Roland Randrimampionina                 |
| Ministre de la Santé et du Planning familial                                                                                  | Paul Richard Ralainirina                |
| Ministre de l’Economie, du Plan, du Secteur privé et du Commerce                                                              | Ivohasina Razafimahefa                  |
| Ministre des Finances et du Budget                                                                                            | Hajanirina Razafinjatovo                |
| Ministre de l’Environnement, des Forêts et du Tourisme                                                                        | Harison Randriarimanana                 |
| Ministre de l'Eau | Jean donné Rasolofoniaina               |
| Ministre de l'Energie et des Mines                                                                                            | Elisé Razaka                            |
| Ministre de la Fonction publique, du Travail et des lois sociales                                                             | Salame Abdou                            |
| Ministre des Télécommunications, des Postes et de la Communication                                                            | Bruno Ramaroson Andriantavison          |
| Ministre des Transports | Pierrot Botozaza                        |
| Ministre des Sports, de la Culture et des Loisirs                                                                             | Robinson Jean Louis                     |
| Vice-ministre de la Santé et du Planning familial                                                                             | Marie Perline Rahantanirina             |
| Vice-ministre chargé de l'Enseignement supérieur et de la Formation technique et professionnelle                              | Ying Vah Zafilahy                       |
| Secrétaire d’État à la Sécurité publique auprès du ministre de l’Intérieur                                                    | Désiré Rasolofomanana                   |

## Ordre protocolaire
- Premier Ministre, Chef du gouvernement cumulativement avec ses fonctions de Ministre de l'Intérieur et de la Décentralisation
- Ministres (selon l'ordre de citation ci-dessus)
- Vice-Ministres
- Secrétaire d'État